# Millville, Minnesota
Millville är en ort i Wabasha County i Minnesota. Vid 2010 års folkräkning hade Millville 182 invånare.